# Hajó a füvön
A Hajó a füvön (eredeti cím: Le bateau sur l'herbe) egy 1971-ben készült francia romantikus filmdráma Gérard Brach rendezésében. 

## Szereplők
- Claude Jade – (Eléonore)
- Jean-Pierre Cassel – (David)
- John McEnery – (David)
- Valentina Cortese – (Christine)
- Paul Préboist – (Léon)

## Cselekmény
A gazdag Olivier és szegény barátja, David hajót akarnak építeni a birtokon. Amikor Dávid magával hozza barátnőjét, Eléonore-t, a fiatal nő marad. De féltékeny a két férfi barátságára. Eléonore viszályt szít.
A film volt Franciaország hivatalos nevezése az 1971-es cannes-i fesztiválra.